# Little Nicky
Little Nicky (no Brasil, Um Diabo Diferente; em Portugal, Nicky, Filho... do Diabo) é um filme norte-americano de 2000, dos gêneros comédia de humor negro e fantasia, dirigido por Steven Brill e estrelado e escrito por Adam Sandler. O elenco apresenta ainda Patricia Arquette, Harvey Keitel, Rhys Ifans, Tom Lister Jr., e Rodney Dangerfield. 
O filme recebeu críticas negativas e foi uma bomba de bilheteria.

## Sinopse
Após passar 10 mil anos governando o inferno, o Diabo (Harvey Keitel) decide reunir seus três filhos para decidir quem o sucederá como Príncipe das Trevas. Adrian é o mais velho e mais desonesto, Cassius é o mais cruel, e o caçula Nicky (Adam Sandler) - cuja mãe é um anjo - é o preferido do pai. Diferente de seus dois irmãos, Nicky (Adam Sandler) é um jovem tímido e desajeitado, que gosta de heavy metal, tem a mandíbula desfigurada e vive sendo motivo de chacota pelos dois. Após ver que os filhos ainda não estão prontos, o Diabo resolve permanecer no trono.
A decisão irrita os primogênitos Adrian e Cassius, que desobedecem as ordens do pai e resolvem ir para a Terra, criar um novo inferno na Cidade de Nova York. A pedido do pai, Nick também é enviado para a Terra, com a missão de deter os irmãos e impedir que eles  cometam mais estragos. Lá, Nick terá de aprender a se adaptar e contará com a ajuda de um buldogue falante chamado Sr. Beefy e de Valérie, uma estudante de design, por quem se apaixonará.

## Elenco
- Adam Sandler...Nicky
- Harvey Keitel...Satanás
- Patricia Arquette...Valerie Veran
- Rhys Ifans...Adrian
- Tom Lister Jr....Cassius
- Reese Whiterspoon...anjo Holly, a mãe de Nicky
- Rodney Dangerfield...Lúcifer
- Robert Smigel...sr. Beefy (voz)
- Jonathan Loughran...John
- Peter Dante...Peter
- Allen Covert...Todd
- Blake Clark...Jimmy, o demônio
- Kevin Nealon....Stanley "cabeça de teta", o porteiro
- Dana Carvey...juiz de basquete
- Michael McKean...chefe da polícia
- Laura Harring...sra. Dunleavy
- Jackie Sandler...anjo Jenna

### Aparições especiais
- Rob Schneider...Townie
  - O mesmo personagem que Schneider interpretou anteriormente em The Waterboy
- Carl Weathers...Chubbs Peterson
  - O mesmo personagem que Weathers interpretou em Happy Gilmore
- Quentin Tarantino...Diácono cego
- Jon Lovitz...pevertido
- Clint Howard...Andrew / Mamilos
- John Witherspoon...vendedor ambulante
- Frank Sivero...locutor
- Christopher Caroll...Adolf Hitler
- Salvatore Cavaliere...Sal, o demônio
- Lewis Arquette....cardeal
- Regis Philbin...ele mesmo
- Ozzy Osbourne...ele mesmo
- Bill Walton...ele mesmo
- Dan Marino...ele mesmo
- Henry Winkler...ele mesmo

## Lançamento

### Recepção
Little Nicky recebeu críticas amplamente negativas. No agregador Rotten Tomatoes, o filme tem uma taxa de 21% com base em 114 avaliações. O consenso do site diz: "Apesar da presença de um elenco grande e talentoso, as piadas do filme são idiotas, de mau gosto e não tão engraçadas, e o personagem de Adam Sandler é irritante de assistir." No Metacritic tem uma pontuação de 38% com base em avaliações de 29 críticos.